# 小行星5315
小行星5315（5315 Balʹmont）是一颗绕太阳运转的小行星，为主小行星带小行星。该小行星于1982年9月16日发现。

## 轨道参数
小行星5315的轨道半长轴为2.2631933 UA，离心率为0.196。